# Dětleb
Dětleb (Detlef, Dietleb, Dietlieb), byl 8. olomoucký biskup z dynastie olomouckých Přemyslovců.

## Životopis
Narodil se roku 1122 jako syn knížete Oty II. Olomouckého. Původně byl řeholníkem strahovské kanonie, pak kanovníkem kapituly u sv. Víta v Praze, kaplanem pražského biskupa a arcijáhenem bechyňským. Olomouckým biskupem byl jmenován králem Vladislavem roku 1172, ale biskupské svěcení přijal až v roce 1174. Zemřel 3. listopadu 1181 a byl pochován v chrámu strahovského kláštera premonstrátů.